# Saint-Mézard
Saint-Mézard är en kommun i departementet Gers i regionen Occitanien i sydvästra Frankrike. Kommunen ligger i kantonen Lectoure som tillhör arrondissementet Condom. År 2022 hade Saint-Mézard 247 invånare.

## Befolkningsutveckling
Antalet invånare i kommunen Saint-Mézard
Referens:INSEE